# Allajaure
Allajaure är en sjö i Gällivare kommun i Lappland och ingår i Kalixälvens huvudavrinningsområde. Sjön har en area på 0,43 kvadratkilometer och ligger 447,3 meter över havet. Allajaure ligger i Torne och Kalix älvsystem Natura 2000-område. Sjön avvattnas av vattendraget Ängesån (Liinajoki).

## Delavrinningsområde
Allajaure ingår i det delavrinningsområde (747091-168576) som SMHI kallar för Utloppet av Allajaure. Medelhöjden är 498 meter över havet och ytan är 39,42 kvadratkilometer. Räknas de 13 avrinningsområdena uppströms in blir den ackumulerade arean 110,61 kvadratkilometer. Ängesån (Liinajoki) som avvattnar avrinningsområdet har biflödesordning 2, vilket innebär att vattnet flödar genom totalt 2 vattendrag innan det når havet efter 266 kilometer. Avrinningsområdet består mestadels av skog (66 procent) och sankmarker (31 procent). Avrinningsområdet har 1,02 kvadratkilometer vattenytor vilket ger det en sjöprocent på 2,6 procent.